# Manès Sperber
Manès Sperber (Zabolotiv, Galitzia oriental, 12 de diciembre de 1905-París, 5 de febrero de 1984) fue un escritor francés de origen austriaco .
Manes Sperber fue a lo largo de su existencia un intelectual comprometido. Novelista, ensayista, psicólogo, también escribió bajo el nombre de Jan Heger y N. A. Menlos. Era el padre del antropólogo y lingüista Dan Sperber.

## Biografía
Sperber creció en el shtetl de Zabolotiv en una familia jasídica. Durante el verano de 1916, su familia huyó de la guerra y se estableció en Viena, donde Sperber, que había perdido su fe, se niega a los trece años a hacer su bar mitzvah.
Participó en el movimiento de la juventud Hachomer Hatzaïr (‘Joven Guardia’).
Es en este contexto en el que conoció a Alfred Adler, el padre de la psicología individual y se convierte en su alumno y colaborador.
Adler rompió con él en 1932, por las diferencias intelectuales en la relación entre psicología individual y el marxismo.
En 1927, se trasladó a Berlín y se unió al Partido Comunista de Alemania (KPD). Es lector en el Berliner Gesellschaft für Individualpsychologie, el segundo centro de la asociación internacional de psicología individual (de Adler) después de Viena. Después de la llegada de Hitler al poder, fue encarcelado y liberado un par de semanas más tarde, gracias a su estatus como ciudadano austriaco.

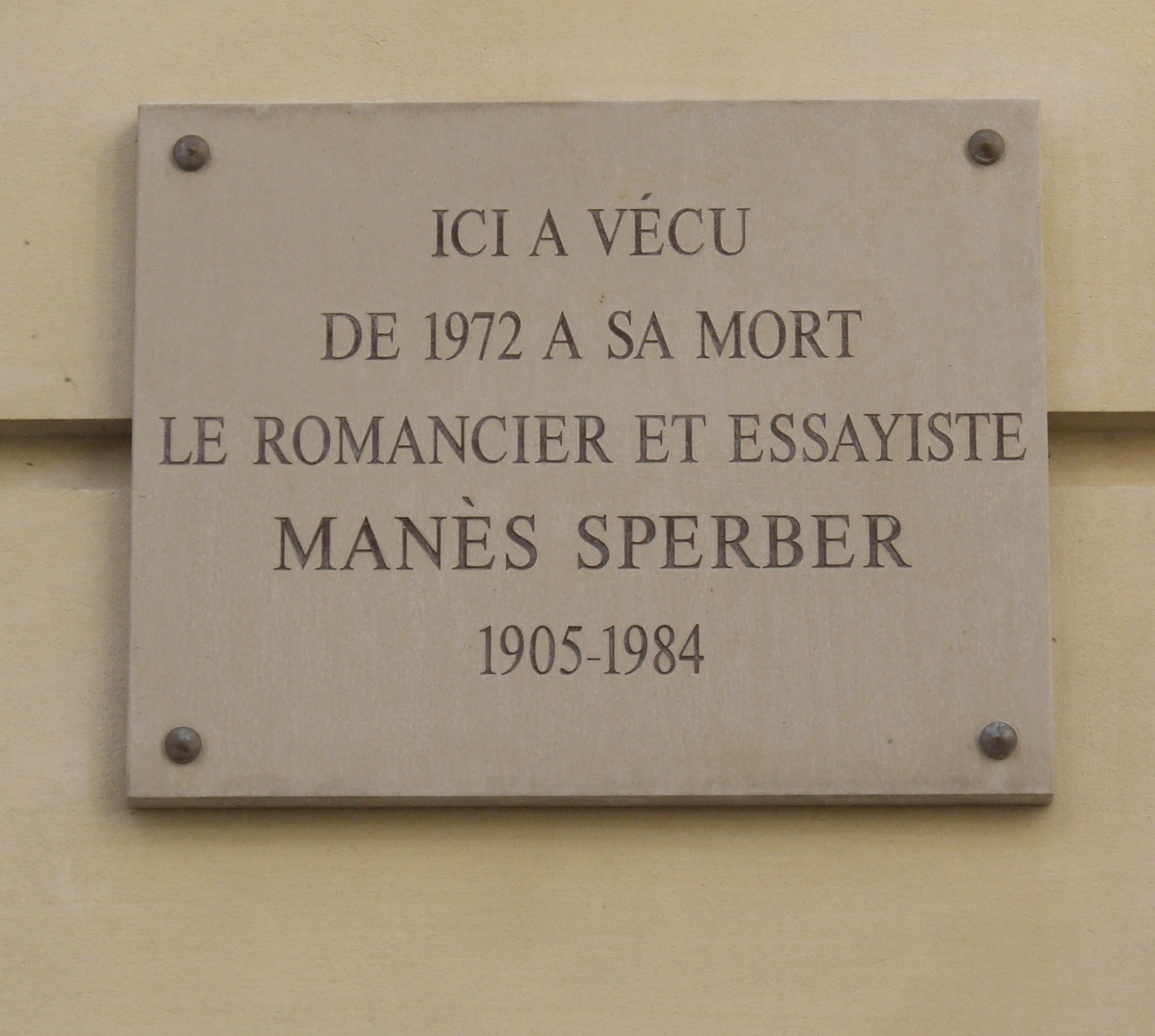
Placa conmemorativa, en el N.º 83 de la Rue Notre-Dame-des-Champs, París 6.

Emigró por la entonces Yugoslavia, hasta París, donde trabajó para la Internacional Comunista con Willi Münzenberg. La dejó en 1937 a causa de un purgas estalinistas. Desde entonces, comienza su trabajo sobre el totalitarismo y el papel del individuo en la sociedad (Zur Análisis der Tyrannis).
Durante el invierno de 1939, se presenta como voluntario en el ejército francés. Fue desmovilizado sin participación en el combate, y se unió a la zona libre en Cagnes-sur-Mer. Después debe huir cuando en 1942 las deportaciones se intensifican, y en otoño pasa a Suiza para unirse con su familia.
En 1945, al final de la guerra, regresa a París y trabaja como editor en la editorial Calmann-Lévy (que publicará a Arthur Koestler), mientras continúa su trabajo como escritor.
A continuación trabaja en su trilogía publicada en Francia bajo el título: Et le buisson devint cendre (1949-1955), en gran parte autobiográfica.
Su obra más conocida es la trilogía Como una lágrima en el océano, que explica la historia contemporánea de Europa entre 1931 y 1945 y relata el destino de muchos personajes convencidos de las ideas del comunismo. Escribió también una autobiografía, Todo lo pasado, 1974-1977, en la que, al compás de su vida, aparecen recogidos todos los acontecimientos históricos en la que intenta superar todo tipo de odios y de resentimientos a través de la razón y propone las vías para conseguirlo. El reconocimiento internacional le llegó a finales de los años sesenta con una serie de premios, entre los que destacan el Georg Büchner en 1975 y el Premio de la Paz que conceden los libreros alemanes en 1983. También escribió, entre otras obras, El zarzal quemado, Más profundo que el abismo, La bahía perdida, El talón de Aquiles y Alfred Adler y la psicología individual.

## Obra (en francés)
- Qu'une larme dans l'océan, Paris, Calmann-Lévy, 1952 (préfacé par André Malraux)[3]
- Le Talon d’Achille, Paris, Calmann-Lévy, 1957
- Ces temps-là, Paris, Calmann-Lévy, 1976
- Porteurs d'eau, Paris, Calmann-Lévy, 1976
- Le Pont inachevé, Paris, Calmann-Lévy, 1977
- Alfred Adler et la psychologie individuelle, Paris, Gallimard, 1972
- Au delà de l'oubli, Paris, Calmann-Lévy, 1979
- Plus profond que l’abîme, Paris, le Livre de poche, 1980
- Et le buisson devint cendre, Paris, O. Jacob, 1990 (et 2008)
- Les Visages de l'histoire, Paris, O. Jacob, 1990
- Être juif, Paris, O. Jacob, 1994
- Psychologie du pouvoir, Paris, O. Jacob, 1995

## Premios literarios
- 1974: Premio de la Ciudad de Viena de literatura
- 1975: Precio Georg-Büchner
- 1979: Premio europeo de ensayo Charles Veillon
- 1983: Premio de la paz de los libreros alemanes